# Губінек
Губінек (пол. Gubinek, нім. Gubinchen) — село в Польщі, у гміні Губін Кросненського повіту Любуського воєводства.
Населення — 158 осіб (2011).
У 1975-1998 роках село належало до Зеленогурського воєводства.

## Демографія
Демографічна структура станом на 31 березня 2011 року:
|          | Загалом | Допрацездатний вік | Працездатний вік | Постпрацездатний вік |
| -------- | ------- | ------------------ | ---------------- | -------------------- |
| Чоловіки | 80      | 27                 | 50               | 3                    |
| Жінки    | 78      | 19                 | 51               | 8                    |
| Разом    | 158     | 46                 | 101              | 11                   |